# Jackie Mittoo
Jackie Mittoo var en jamaicansk musiker (keyboard) och låtskrivare, född 3 mars 1948 i Saint Ann på Jamaica, död 16 december 1990 i Kanada. Han var en av grundarna till skagruppen The Skatalites på 1960-talet. Han var kortvarigt med vid återföreningen av gruppen 1989. Under 1960-talet var han också med i The Soul Vendors och studiobandet Sound Dimension. Mittoo har också gett ut ett flertal album som soloartist.

## Diskografi
Studioalbum
- 1967 – Jackie Mittoo in London
- 1968 – Evening Time (som "Jackie Mittoo and the Soul Vendors")
- 1969 – Keep on Dancing
- 1970 – Now
- 1970 – Wishbone
- 1971 – Macka Fat
- 1972 – Reggae Magic
- 1975 – Let's Put It All Together
- 1977 – The Keyboard King
- 1977 – Show Case Volume 3 (som The Jackie Mittoo Showcase 1978)
- 1977 – Hot Blood
- 1978 – In Cold Blood
- 1978 – Jackie Mittoo
- 1979 – Stepping Tiger
- 1980 – Showcase
- 1990 – Wild Jockey
- 1997 – In Africa